# 合河水库
合河水库是中国广东省云浮市新兴县境内的一座水库，建于1972年。水库正常库容为3876万立方米，平均水深为15.73米，集雨面积为139平方千米。